# Webmaster – Fantastische Abenteuer in der Welt des Internets
Webmaster – Fantastische Abenteuer in der Welt des Internets ist ein Computerspiel, das von der niederländischen Firma IJsfontein produziert wurde und im Jahre 1999 für Microsoft Windows und Macintosh veröffentlicht wurde. In deutscher und englischer Version wurde das Adventure durch den Verlag Tivola veröffentlicht und im Französischen durch Éditions Gallimard.

## Handlung
In diesem Spiel begibt sich der Spieler in das Dream Wide Web. Dort begegnet der Spieler den als Vazzis bezeichneten Wesen dieser Welt. Ein bösartiger Hacker eroberte das Dream Wide Web und verwandelte fast alle Vazzis zu aggressiven Wesen, welche somit Viren sind und sich Unternauten nennen. Nur ein Vazzi namens Enzo blieb ein guter Charakter. Der Spieler muss als Webmaster durch das Dream Wide Web reisen dieses vor dem Hacker retten. 

## Spielprinzip und Technik
Der Spieler muss vier Level des Dream Wide Web absolvieren. In diesen Leveln müssen verschiedenste Orte besucht werden und dabei Karten mit abgebildeten Gegenständen einsammeln. Am Ende eines jeden Levels muss der Spieler mit Hilfe der richtigen Codes von Spielkarten insgesamt vier Firewalls knacken, hinter welchen sich der Hacker versteckt hält. Diese werden ebenso von den aggressiven Vazzis besucht, welche gegen den Spieler kämpfen.

### Orte im Spiel
- Straßenbereich im Netz

Im Straßenbereich fährt der Spieler durch diverse Tunnel von einer Station zur nächsten und erscheint an verschiedenen Orten mit als Bildschirme abgebildeten Zugängen zu den Orten. Die leeren Tunnel führen direkt von einer Station zur anderen. Die Tunnel mit darin abgebildeten Kartengegenständen enthalten eine Challenge mit Perlen. In dieser Challenge muss der Spieler insgesamt zwölf weiße Perlen mit roten Rauten durch Führen des Kursers einsammeln und erhält dafür eine Karte.
- Raum der Homepage

Hier fängt der Spieler mit dem Spiel an. Dies ist der einzige Raum, in welchen keine bösartigen Vazzis kommen. Gestaltet ist der Raum als Bildergalerie. An der Stelle dieses Raums mit den Pfeilen werden wichtige Inhalte erzählt.
- Diskussionsforen

Im Spiel gibt es im ersten und dritten Level jeweils ein Diskussionsforum Hacker und im zweiten und vierten Level jeweils ein Diskussionsforum Viren. In den Diskussionsforen befinden sich schwarze Bretter. Nachdem der Spieler Karten auf diese aufgelegt hat, erscheinen mit der Zeit Papierzettel mit Erklärungen über die Gegenstände auf den Karten.
- Bereiche mit Wurfgegenständen

Die Bereiche mit Wurfgegenständen sind Strände mit Steinen und Buden mit Dosen. Durch richtiges Zielen des richtigen Steins beziehungsweise der richtigen Dose erscheint eine Karte.
- Bereiche mit Wettspielen

Hierbei handelt es sich um Bereiche, in welchen der Spieler gegen die Vazzis ein Spiel spielt und dabei um eingesetzte Karten wettet. Das eine Spiel ist das Würfelspiel 17+4. Das andere Spiel ist eine Art Hockey, in welchem man den Puck dreimal ins gegnerische Tor befördern muss.
- Sümpfe

Im Spiel existieren Sümpfe, welche aus Teichen mit farbigen Flächen bestehen. Diese können sowohl infiziert als auch nicht infiziert sein. Der Spieler begegnet dort einer Roboterhand, welche Karten annimmt.
- Haus von Enzo

Das Haus von Enzo ist ein riesiger Kartonstapel, in welchem Enzo wohnt. Dort befindet sich ein grüner Eimer, in welchen Karten eingelegt werden können. Dieser liefert Hinweise über die richtigen Kartentriplette.
- Station des Radios URL

Bei dieser Station handelt es sich um eine Bühne im Freien, welche mit Antennen und Lautsprechern ausgestattet ist. Durch Einfügen von Radiokarten in den vorgesehenen Kartenschlitz kann das Radio URL mit wichtigen Meldungen angehört werden.
- Lange Wegbereiche

Es gibt im Spiel insgesamt drei Wegbereiche ab dem zweiten Level, in welchen bösartige Vazzis auftauchen können. Man kann auf diesen Wegbereichen ganz weit vor und ganz weit zurücklaufen. Durch Anklicken des erscheinenden Vazzis wird dieser eine Stelle weiter vorgestoßen. Wenn dieser ganz an das Ende gebracht und aus dem Wegbereich gedrängt wird, erhält der Spieler eine Karte.
- Firewalls

Jedes Firewall enthält drei Kartenfächer, welche mit den richtigen drei Karten belegt werden müssen. Von insgesamt vier Firewalls enthalten drei einen Schlüssel und ein Licht, welches vor der Belegung mit den richtigen Karten rot und danach grün erleuchtet. Die vierte und letzte Firewall besteht nur als drei Fächern und ist lila.
- Sonstige Bereiche

Es existieren noch weitere Bereiche, in welchen Karten abgelegt sein können oder Enzo wichtige Erklärungen von sich gibt.

## Entwicklungs- und Veröffentlichungsgeschichte
Die Entwickler des Spiels sind Paul Houx, Mark Kettner, Stijn Windig, Iris van den Houk, Sander Hassing, Jan Willem Huisman und Hayo Wagenaar.

## Rezeption
Das englischsprachige Fachmagazin JustAdventure stellte heraus, dass Webmaster kaum Elemente eines klassischen Adventures aufweise, vielmehr handele es sich im Kern um ein Deduktionsspiel mit Action-Einlagen. Das Spiel sei technisch wenig beeindruckend und enthalte kaum Rätsel, verfüge aber über einen gewissen Suchtfaktor.